# Ernest Tjela
Ernest Tjela (* 16. Oktober 1954) ist ein ehemaliger lesothischer Marathonläufer.
Von 1985 bis 1987 gewann er dreimal in Folge den Peninsula Marathon in Kapstadt. Seine Siegerzeit von 2:11:47 h ist auch heute noch Streckenrekord. Bei der südafrikanischen Marathonmeisterschaft 1986 stellte er als Dritter mit 2:11:00 h seine persönliche Bestzeit auf.
1987 triumphierte er beim Port-Elizabeth-Marathon und beim Columbus-Marathon. Im Jahr darauf gewann er den München-Marathon, und 1989 wurde er Dritter beim Los-Angeles-Marathon und siegte beim San-Francisco-Marathon.
Bei den Panafrikanischen Spielen 1991 gewann er die Silbermedaille.